# Высокая мода

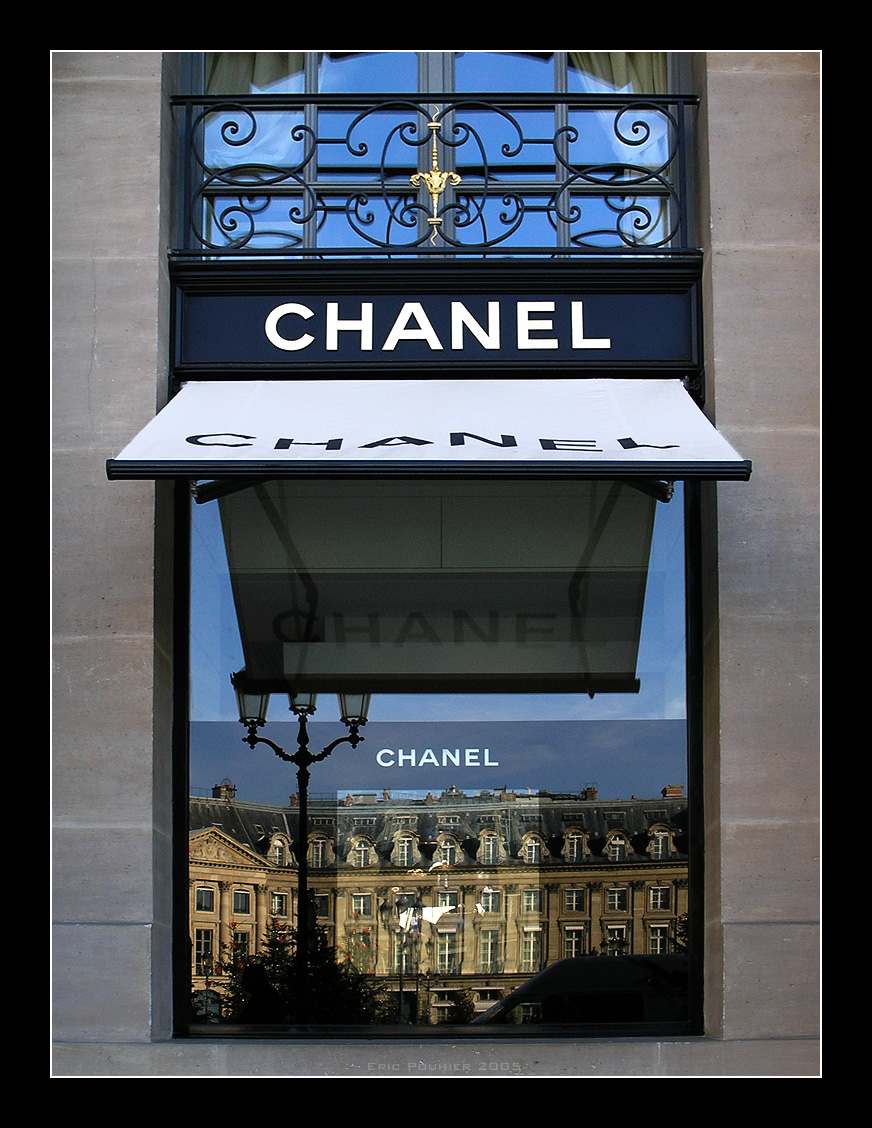
Дом моды Chanel на Вандомской площади в Париже

Высокая мода (фр. Haute couture, итал. alta moda, от-кутюр, дословно «высокое шитьё») — швейное искусство создания эксклюзивных экземпляров одежды, как правило — вручную, из материалов высочайшего качества и с максимальным вниманием ко всем деталям. 
К высокой моде относится творчество ведущих салонов мод, которые задают тон международной моде; уникальные модели, которые производятся в знаменитых салонах мод по заказу клиента.

Понятие «от-кутюр» появилось в середине XIX века, когда наряду с модистками стали появляться[где?] первые салоны мод и первые кутюрье.
Высокая мода обязана своим появлением английскому модельеру Чарльзу Фредерику Уорту, который в 1858 году открыл в Париже свой дом моделей и первым стал разделять коллекции одежды по сезонам.
В 1868 году Уорт создал Синдикат высокой моды, который и поныне объединяет ведущие парижские дома моды.